# 美大道! あおぞら美術予備校
『美大道! あおぞら美術予備校』（びだいみち! あおぞらびじゅつよびこう）は、さとによる日本の4コマ漫画作品。『まんがタイムファミリー』（芳文社刊）にて、2009年8月号から2011年3月号にかけて連載された。連載終了後の2011年3月に、『美大道!』のタイトルで単行本全1巻が刊行された。

## 登場人物
藤咲 彩
美大の受験に失敗し、美術予備校に通うことになった浪人生。ドジでおっちょこちょいな性格。
絵を描くことが好きで、画面いっぱいに描く癖がある。絵を描くときは作業着を着用する。
吉野 絵美
彩の高校時代の同級生。試験当日に風邪を引いて受験できず、美術予備校に通うことに。絵を描くときは白衣を着用する。
才能はあるのだが、「楽しんで絵を描いていない」とよく言われる。
宮村 洋子
浪人2年目の予備校生。いつでもハイテンションな性格。
授業料を自分で工面するため、喫茶店でアルバイトをしている。
牛島 康介
彩とは幼馴染の美術大生。彩からは「コーくん」と呼ばれている。見た目と裏腹に「穏やかじゃない絵」を描く。
クミコ
彩の高校時代の同級生。漫画を描くのが好きで、本当は美大志望だったのだが、経済面や将来の問題から親に反対され、普通の大学に進学した。大学では写真部に所属している。
彩の母
こざっぱりとした性格。
彩の父
彩の異性関係をやたらと気にしている。

## 単行本
- さと『美大道!』 芳文社〈まんがタイムコミックス〉、単巻
2011年3月22日発行（2011年3月7日発売）、ISBN 978-4-8322-6949-1